# ロルフ・ハリス
ロルフ・ハリス（Rolf Harris、1930年3月30日 - 2023年5月10日）は、オーストラリア出身のミュージシャン、タレント、画家、俳優で、有罪判決を受けた性犯罪者だった。

## 来歴
オーストラリア出身。21歳で渡英し、1950年代後半からBBCの子供番組への出演などで人気を集めた。またミュージシャンとしては、1960年代に自作の「悲しきカンガルー」やビートルズのトリビュート・ソング「リンゴ・フォー・プレジデント」がヒットし、イギリスで最も人気の高い野外音楽フェスティバルの一つである、グラストンベリー・フェスティバルに5度出演している。画家としても才能を発揮し、エリザベス女王の公式肖像画を描き2005年には大英帝国勲章第3位（CBE）を受勲。2011年には「イギリスでもっとも売れた作家」となった。2012年に『Run for Your Wife』に出演するなど、晩年はファミリーや子供向けのテレビドラマや映画で「名おじいちゃん俳優」として活躍していた。

### 性犯罪
ジミー・サヴィルの性的虐待スキャンダルが発覚した後、2013年にハリスは過去の性犯罪容疑に関するユーツリー作戦警察捜査の一環として逮捕された。彼は全ての容疑を否認し、2014年に裁判にかけられた。2014年7月、ハリスは1960年代から1980年代に犯行が行われた当時8歳から19歳だった女性被害者4人に対する12件の強制わいせつ罪で有罪判決を受け、懲役5年9か月となった。彼はスタッフォード刑務所で3年近く服役した後、2017年に免許を取得して釈放された。有罪判決を受けて、彼は多くの名誉を剥奪され、彼のテレビ番組の再放送はシンジケートから外された。
2023年5月10日、頸部がんの転移や老衰のため、ロンドン近郊バークシャーの自宅で死去した。93歳没。

## フィルモグラフィ
| Year | Title                                | Role         | Notes                                        |
| ---- | ------------------------------------ | ------------ | -------------------------------------------- |
| 1955 | You Lucky People                     |              |                                              |
| 1956 | Jim Whittington and His Sealion      | 魔王         | (TV映画)                                     |
| 1958 | "Background for Murder"              | 空港従業員   | The Vise (TV シリーズ)                       |
| 1959 | "Full Moon"                          | ハリー       | The Vise (TV シリーズ)                       |
| 1959 | "The Flight of the Red Shadow"       |              | Hancock's Half Hour (TV シリーズ)            |
| 1959 | "Underpaid! or, Grandad's SOS"       |              | Hancock's Half Hour (TV シリーズ)            |
| 1959 | Web of Suspicion                     | ベン         |                                              |
| 1959 | Crash Drive                          | バート       |                                              |
| 1960 | "The Doll Maker"                     | グラディ     | The Man from Interpol (TV シリーズ)          |
| 1963 | To Tell the Truth                    | Contestant   | (TV シリーズ) "Inventor of the wobble board" |
| 1968 | Christmas Night with the Stars       |              | (TV シリーズ)                                |
| 1979 | The Little Convict                   | 祖父         |                                              |
| 1985 | "Highway Christmas Special"          | contributor  | Highway (TV シリーズ)                        |
| 1998 | "Have You Ever Seen a Dream Walking" | Himself      | Goodnight Sweetheart (TV シリーズ)           |
| 2011 | Olive the Ostrich (TV series)        | ナレーター   |                                              |
| 2011 | The Fruit Cases                      | ストロー船長 | (TV シリーズ)                                |
| 2012 | Run For Your Wife                    | バスカー     |                                              |

## リンク
- Rolf Harris - IMDb（英語）
- BFI Database: Rolf Harris
- Some examples of Rolf Harris's art
- Walker, John A. (2005) "Rolf Harris: Celebrity artist" Jamani/artdesigncafe, February 2005